# No. 1
No. 1 è il secondo album in studio della discografia sudcoreana della cantante sudcoreana BoA, pubblicato nel 2002.

## Tracce
1. No.1
2. My Sweetie
3. 늘 [Neul].. (Waiting..)
4. Tragic
5. Shy Love
6. Day
7. Dear My Love...
8. 난 [Nan] (Beat It)
9. P.O.L. (Power of Love)
10. My Genie
11. Pain-Love
12. Happiness Lies
13. Realize (Stay with Me)
14. Azalea
15. Listen to My Heart (bonus track)